# 吉田古墳
吉田古墳（よしだこふん、吉田1号墳）は、茨城県水戸市元吉田町にある古墳。形状は八角墳。吉田古墳群を構成する古墳の1つ。国の史跡に指定されている。

## 概要

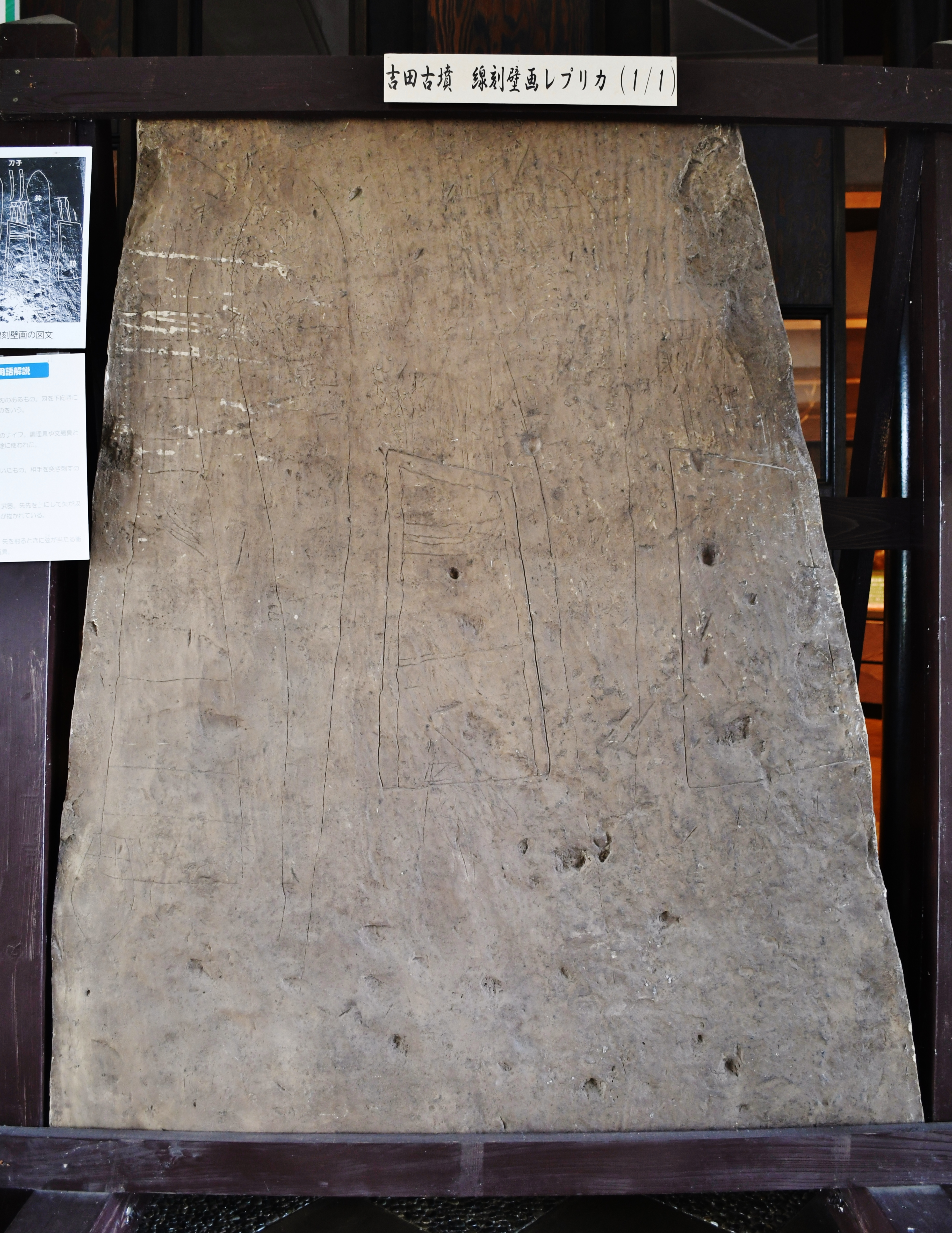
石室奥壁 線刻壁画（複製）水戸市埋蔵文化財センター展示。

茨城県中部、水戸台地東側の吉田台地の北側縁辺部に築造された古墳である。一帯には古墳数基が分布し、吉田古墳群を形成する。現在までに墳丘は大きく削平されているほか、1914年（大正3年）に石室が発見され、1972年度（昭和47年度）および2005年度（平成17年度）以降に発掘調査が実施されている。
墳形は八角形と推定され、対辺長26メートルを測る（調査前は方墳等と想定された）。墳丘周囲には八角形の周溝が巡らされ、外堤の対辺長は35メートルを測る。埋葬施設は半地下式の無袖式横穴式石室で、南方向に開口する。石室の石材は軟質凝灰岩の切石（板石）で、長さ3.3メートル・幅1.4メートル（奥壁）・高さ1.7メートルを測る。奥壁は台形で、線刻画（靫を中心に刀子・鉾・鉄刀など）が描かれる点で注目される。石室内の副葬品としては、銀環（かつては金環として報告）・鉄鏃・刀剣残片等のみが伝わる。
築造時期は、古墳時代終末期の7世紀中葉頃と推定される。八角墳は段ノ塚古墳（奈良県桜井市、舒明天皇陵）・御廟野古墳（京都府京都市、天智天皇陵）・野口王墓古墳（奈良県明日香村、天武・持統天皇合葬陵）など当時の天皇陵クラスの古墳で採用される墳丘形態になり、当地の豪族の特異性が示唆される。また、石室奥壁に線刻壁画を有する八角墳は全国で唯一の例になるとして注目される古墳になる。
古墳域は1922年（大正11年）に国の史跡に指定された。現在では石室は埋め戻された状態で保存されている。

## 遺跡歴
- 江戸時代、地誌に明確な記述なし[3]。
- 1914年（大正3年）、地元の加藤徳之助が採土中に偶然石室を発見。線刻壁画古墳と初めて認識[3]。
- 1916年（大正5年）、東京帝国大学による調査（柴田常恵ら）[3]。
- 1922年（大正11年）3月8日、国の史跡に指定[4]。
- 1945年（昭和20年）、出土品を陳列した茨城県立教育参考館が空襲で焼失[3]。
- 1972年度（昭和47年度）、環境整備計画に伴う墳丘調査：第1次調査。石室復旧工事（水戸市教育委員会、2006年に報告書刊行）[3]。
- 2005年度（平成17年度）、史跡整備計画に伴う墳丘調査：第2次調査（水戸市教育委員会、2006年に報告書刊行）[3]。
- 2006年度（平成18年度）、史跡整備計画に伴う墳丘調査：第3次調査（水戸市教育委員会、2007年に報告書刊行）[1]。
- 2007年度（平成19年度）、史跡整備計画に伴う墳丘調査：第4次調査（水戸市教育委員会、2009年に報告書刊行）[5]。
- 2008年度（平成20年度）、史跡整備計画に伴う墳丘調査：第5次調査（水戸市教育委員会、2009年に報告書刊行）[5]。
- 2010年（平成22年）8月5日、史跡範囲の追加指定。
- 2010年度（平成20年度）、史跡整備計画に伴う石室調査：第6次調査（水戸市教育委員会）[6]。
- 2012年（平成24年）9月19日、史跡範囲の追加指定。

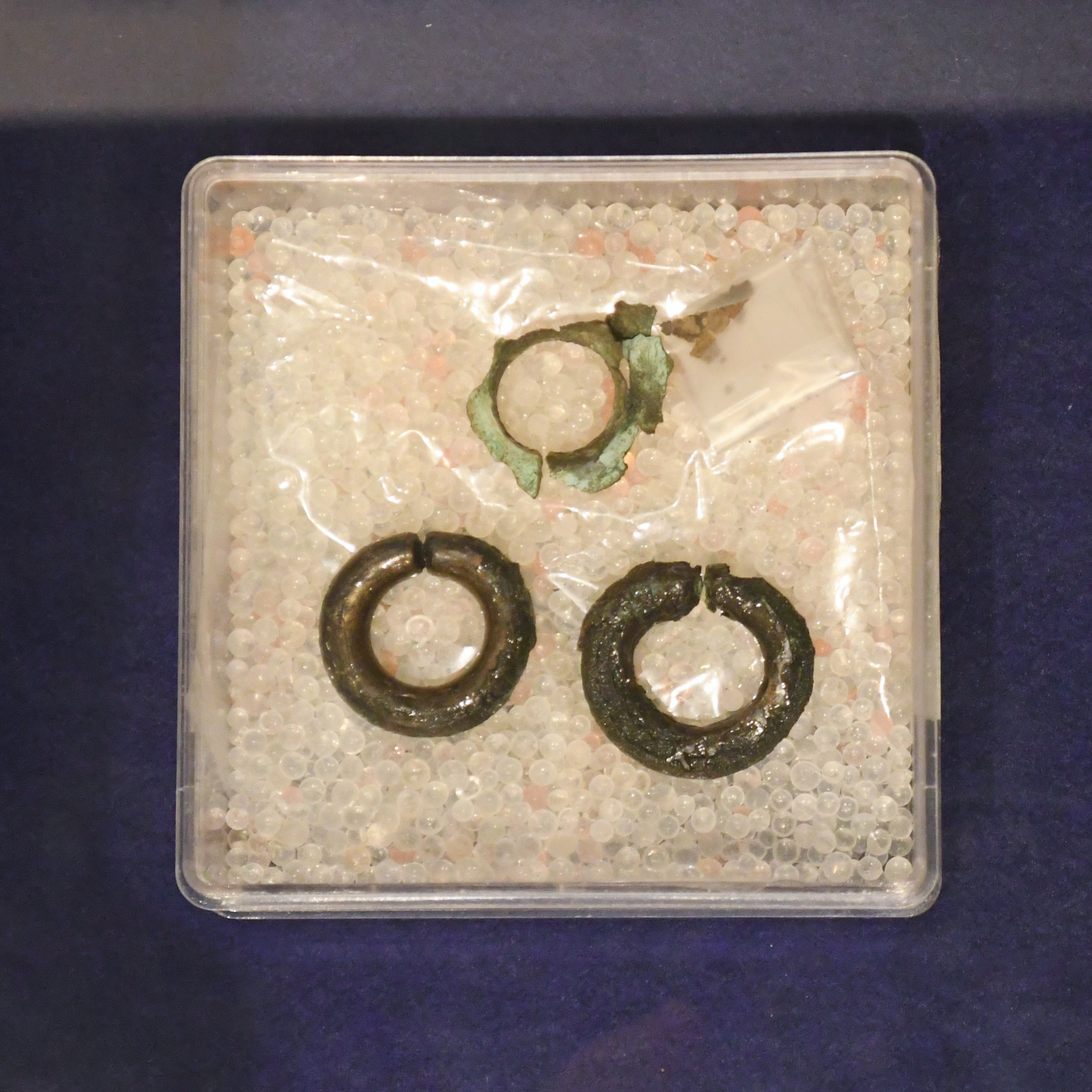
銀環 水戸市埋蔵文化財センター展示。

- 銀環
水戸市埋蔵文化財センター展示。

## 文化財

### 国の史跡
- 吉田古墳 - 1922年（大正11年）3月8日指定[4]、2010年（平成22年）8月5日・2012年（平成24年）9月19日に史跡範囲の追加指定[7]。

## 関連施設
- 水戸市埋蔵文化財センター（水戸市塩崎町） - 吉田古墳の線刻壁画レプリカ・出土品等を展示。

## 関連文献
（記事執筆に使用していない関連文献）
- 『茨城県史料 考古資料編 古墳時代』茨城県、1974年。